# Alberto Pellegrini
Alberto Pellegrini (Padua, 14 de junio de 1988) es un deportista italiano que compite en esgrima, especialista en la modalidad de sable. En los Juegos Europeos de Bakú 2015 obtuvo dos medallas, oro en la prueba por equipos y bronce en la individual.

## Palmarés internacional
| Juegos Europeos | Juegos Europeos   | Juegos Europeos   | Juegos Europeos   |
| Año             | Lugar             | Medalla           | Prueba            |
| --------------- | ----------------- | ----------------- | ----------------- |
| 2015            | Bakú (Azerbaiyán) | Medalla de oro    | Sable por equipos |
| 2015            | Bakú (Azerbaiyán) | Medalla de bronce | Sable individual  |